# Me, Myself and I (album de Fat Joe)
Pour les articles homonymes, voir Me, Myself and I.
Albums de Fat Joe
All or Nothing
(2005) The Crack Era
(2008)
Singles
1. Make It Rain
Sortie : octobre 2006

Me, Myself & I est le septième album studio de Fat Joe, sorti le 14 novembre 2006.
L'album s'est classé 3e au Top R&B/Hip-Hop Albums et 14e au Billboard 200.

## Liste des titres
| No  | Titre                                                           | Contient un (des) sample(s) de                   | Durée |
| --- | --------------------------------------------------------------- | ------------------------------------------------ | ----- |
| 1.  | Pendemic (Produit par StreetRunner)                             | Let Me Be Your Friend des Dynamics               | 3:25  |
| 2.  | Damn (Produit par Grind Music)                                  | Excursions With Complications de Bo Hansson      | 3:50  |
| 3.  | The Profit (featuring Lil Wayne – Produit par DJ Khaled)        | Quimbamba de Miguelito Valdes                    | 5:07  |
| 4.  | No Drama (Clap & Revolve) (Produit par The Runners)             | So Much More de Fat Joe                          | 3:58  |
| 5.  | Breathe and Stop (featuring Game – Produit par Nu Jerzey Devil) | War de Bob Marley and The Wailers                | 3:44  |
| 6.  | She's My Mama (featuring H-Mob – Produit par StreetRunner)      | Keep on Runnin' de Black Heat                    | 4:23  |
| 7.  | Make It Rain (featuring Lil Wayne – Produit par Scott Storch)   | Shoulder Lean de Young Dro featuring T.I.        | 4:11  |
| 8.  | Jealousy (Produit par Grind Music et LV)                        | Ike's Mood I d'Isaac Hayes                       | 4:55  |
| 9.  | Think About It (Produit par Scott Storch)                       |                                                  | 3:31  |
| 10. | Hard Not to Kill (Produit par Grind Music et LV)                | Jan des Intruders Streets Is Watching de Jay-Z   | 2:55  |
| 11. | Bendicion Mami (Produit par StreetRunner)                       | Maria (You Were the Only One) de Michael Jackson | 4:41  |
| 12. | Story to Tell (Produit par DJ Khaled)                           |                                                  | 5:17  |